# دييغو لانيز
دييغو لانيز ليفا (بالإسبانية: Diego Laínez Leyva)‏ (ولد في 9 يونيو 2000) لاعب كرة قدم مكسيكي محترف يلعب دور الجناح في نادي ريال بيتيس الإسباني، يوصف بأنه "صغير يلعب بالقدم يساره، وقد تم الإشادة به كواحد من أفضل اللاعبين الشباب في العالم، حيث تم إدراجه في قائمة الغارديان لعام 2017 لأفضل 60 مواهب شابة في كرة القدم العالمية،

## روابط خارجية
- دييغو لانيز على موقع الاتحاد الدولي (مؤرشف)  (الإنجليزية)
- دييغو لانيز على موقع قاعدة بيانات كرة القدم.إي يو (الإنجليزية)
- دييغو لانيز على موقع ناشيونال فوتبول تيمز (الإنجليزية)
- دييغو لانيز على موقع Soccerway.com (الإنجليزية)
- دييغو لانيز على موقع عالم كرة القدم.نت (الإنجليزية)
- دييغو لانيز على موقع أوليمبيديا (الإنجليزية)